# Église Sainte-Marie de Valle-d'Orezza
L'église Sainte-Marie est une église catholique située à Valle-d'Orezza, en France.

## Localisation
L'église est située dans le département français de la Haute-Corse, sur la commune de Valle-d'Orezza.

## Historique
L'édifice est classé au titre des monuments historiques en 1976.